# Ludwigshöhe (bergstopp)
Ludwigshöhe är en bergstopp i Schweiz, på gränsen till Italien. Toppen på Ludwigshöhe är 4 344 meter över havet.
Den högsta punkten i närheten är Parrotspitze, 4 443 meter över havet, nordöst om Ludwigshöhe.
Trakten runt Ludwigshöhe består i huvudsak av kala bergstoppar och isformationer.